# Mercuri Urval International
Mercuri Urval (MU) är en svenskgrundad, internationell konsultkoncern med ca 500 medarbetare fördelade på ett 60-tal arbetsplatser i Europa, Asien och USA.
Mercuri Urval har en gemensam ledning med huvudkontor i Stockholm. Företagets konsultverksamhet riktar sig till företag och organisationer inom områdena Executive Search och Premium Talent Advisory. Man utför också rekrytering av mellanchefer och specialister.
Uppdragsgivarna finns i ett 60-tal länder över hela världen. Uppdragen sker i huvudsak nationellt men en stor del av uppdragen är internationella.

## Historia
Mercuri Urval International grundades 1967. Verksamhetens kärna låg i att erbjuda rådgivning åt klienter beträffande rekryteringsprocessen, befordran och utvecklingsbeslut.
År 1974 expanderade Mercuri Urval till den europeiska marknaden genom att öppna kontor i Storbritannien och Danmark.
Under 1980- och 1990-talet växte företaget internationellt med kontor i 14 länder, däribland Belgien, Schweiz och sitt första ickeeuropeiska land – USA. I samma veva började Mercuri Urval expandera sitt tjänsteutbud. Nu erbjöd också företaget talang- och ledarskapsrådgivning, coachning, kapacitetsgranskning och rekrytering av skräddarsydd talang.
Sedan 2016 har företaget ägts av stiftelsen Mercuri Urval tillsammans med delägande parter.
Under juni 2022 fick Mercuri Urval utmärkelsen ”Sweden’s Best Managed Companies” utfärdad av Deloitte i samarbete med Nasdaq.
Samma år inkluderades MU även av Hunt Scanlon Media i dess rankinglista Top 40 Global Recruiting.

## Dotterbolag
Mercuri Urval har varit verksamma i Tyskland sedan 1975. Runt 120 anställda arbetar från kontor i Hamburg, Berlin, Düsseldorf, Wiesbaden, Dresden och Munich.
Inom Schweiz har företaget kontor i Bern, Luzern, Nyon och Zürich. I Österrike finns ett kontor i Wien. Sedan 1981 har Mercuri Urval även sitt fäste i USA. Under senare år har företaget inriktat sig på östkusten och på att erbjuda tjänster åt europeiska klienter som bedriver verksamhet i USA.

## Rådgivningsstrategi
Under tidigt 1960-tal utvecklade medgrundaren av MU diagnostiska procedurer för säkerställandet av personlig kompatibilitet – MU Leader Selection Science. Genom denna metod kan personlighetsdrag identifieras och professionell potential förutspås. Att företagets rekryteringsprofil och den anställdes personlighetsprofil är kompatibla är avgörande för att slutprodukten av arbetet ska hålla hög kvalitet.  Vidare är Mercuri Urvals arbetsmässiga metodologi vetenskapsbaserad, vilket säkerställer att företagets expertkår kan erbjuda klienter pålitlig ledarskapsrådgivning. Denna unika vetenskapsbaserade metod går under benämningen ”MU Leader Selection Science.”
Mercuri Urval har certifierats i enlighet med den globala standarden ISO 10667-2DIN 33430, vilket avser utvärderingskvalitén på kompatibilitetsanalysen.
Under 2022 grundade Mercuri Urval även Mercuri Urval Research Institute i syfte att säkerställa och utveckla en vetenskapsbaserad chefsrekrytering och ledarskapsrådgivning.